# Comacupes basalis
Comacupes basalis là một loài bọ cánh cứng trong họ Passalidae. Loài này được Smith miêu tả khoa học năm 1852.